# جاك فيكتوري
جاك فيكتوري (بالإنجليزية: Jack Victory)‏ هو مصارع محترف ومدير روسي وأمريكي، ولد في 3 يوليو 1965 في اتلانتيك سيتي في الولايات المتحدة.

## وصلات خارجية
- جاك فيكتوري على موقع CageMatch worker (الإنجليزية)
- جاك فيكتوري على موقع عالم المصارعة على الإنترنت (الإنجليزية)
- جاك فيكتوري على موقع عالم المصارعة على الإنترنت (الإنجليزية)

- جاك فيكتوري على موقع IMDb (الإنجليزية)
- جاك فيكتوري على موقع قاعدة بيانات الفيلم (الإنجليزية)